# Petrus van Schendel
Pour les articles homonymes, voir Schendel.
Petrus van Schendel, né le 21 avril 1806 à Terheijden et mort le 28 décembre 1870 à Bruxelles, est un artiste peintre néerlandais.

## Biographie

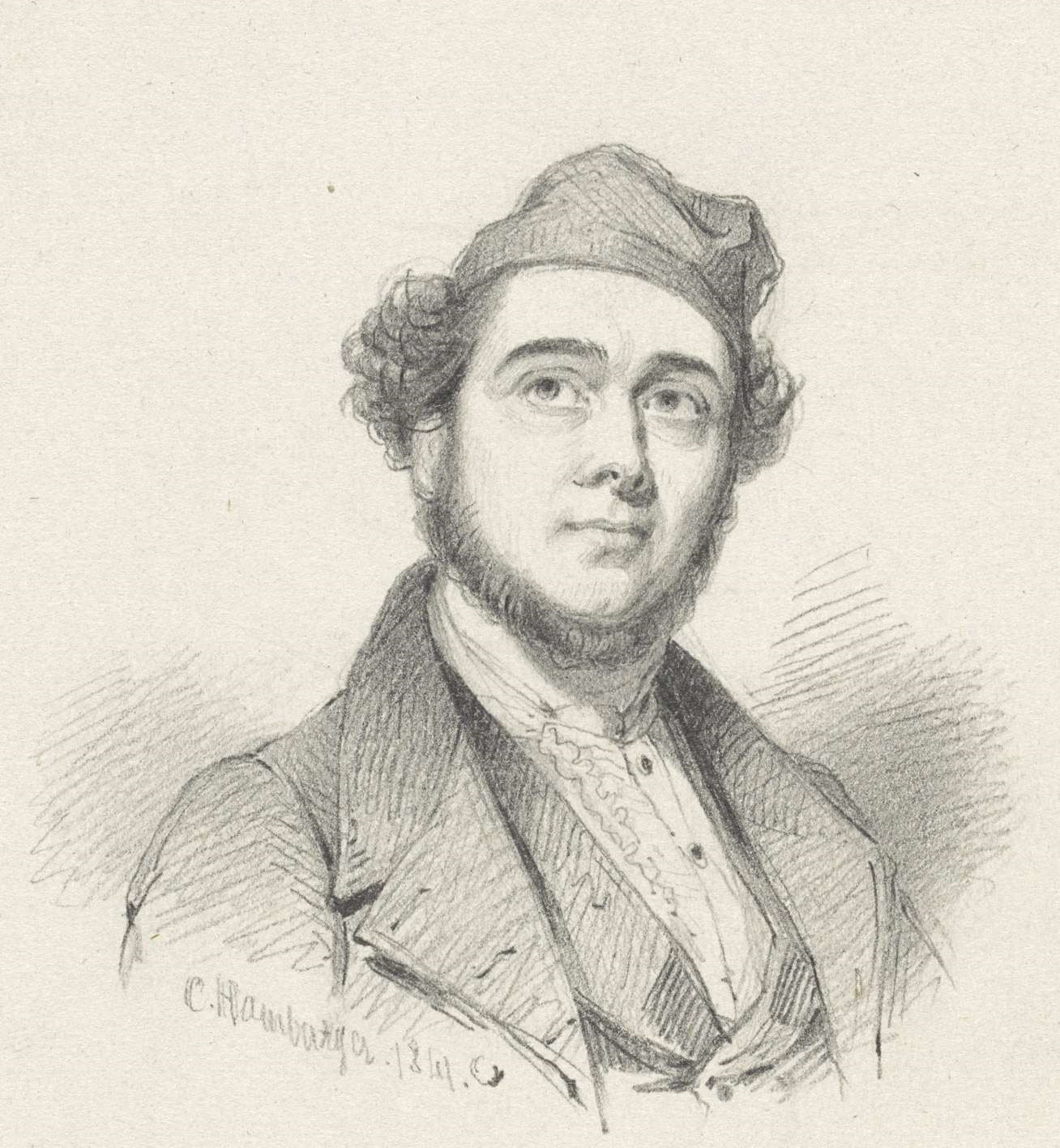
Portrait de Van Schendel par (1841)

### Famille et formation
Né le 21 avril 1806 à Terheijden, près de Bréda, Petrus van Schendel est le fils d'un modeste agriculteur. À la mort de celui-ci, la famille déménage à Bréda, où Petrus entre à l'école de latin. C'est là qu'un de ses professeurs remarque ses talents artistiques et convainc sa mère de l'envoyer étudier à l'Académie royale des beaux-arts d'Anvers. Élève de cette institution de 1822 à 1828, il y a pour maître Mathieu-Ignace Van Brée (ou, selon certaines sources, Philippe-Jacques van Bree) et y remporte de nombreux prix, notamment grâce à ses travaux sur la perspective.

### Carrière artistique
À l'issue de sa formation, il s'inscrit dans la lignée artistique de Gérard Dou, de Godfried Schalken et de Michiel Versteeg en se spécialisant dans les scènes nocturnes qui feront sa réputation et sa fortune. Il a travaillé à Bréda, Amsterdam, Rotterdam, La Haye (de 1838 à 1844) et Bruxelles (à partir de 1845).

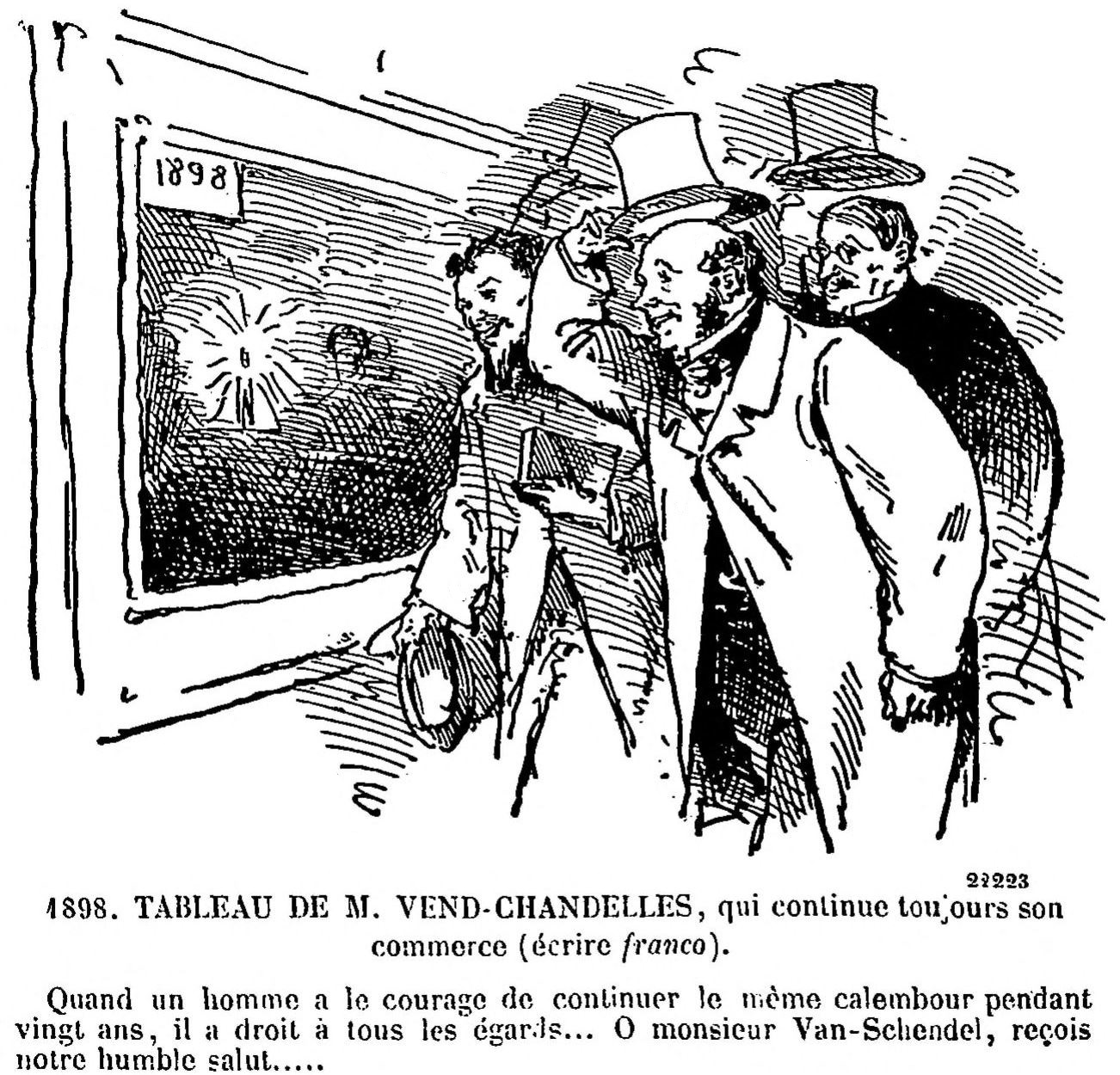
Caricature de Bertall à propos d'un tableau de « M. Vend-Chandelles » exposé au Salon de 1864.

Malgré son succès auprès du public, Van Schendel n'a pas toujours rencontré les faveurs de la critique, comme en témoignent ces lignes de Marius Chaumelin à propos des tableaux présentés lors de l'Exposition universelle de 1867 : « Le célèbre M. Van Schendel, membre des académies d'Anvers et d'Amsterdam, croit sans doute continuer Gérard Dou, dans ses effets de lampe et de lanterne, et il n'arrive pas même à la hauteur de Gottfried Schalcken ; — ce qui n'empêche pas que ses tableaux ne soient peut-être les plus regardés et les plus admirés de toute l'Exposition : la foule s'extasie toujours devant les trompe-l'œil dont l'artifice fort simple lui échappe. Je conseille aux enthousiastes de rechercher d'où vient la lumière qui éclaire les figures de M. Van Schendel ; ils seront tout surpris de voir qu'elle vient du dedans même de ces figures, ce qui les fait paraître lanterneuses, comme on dit en argot d'atelier. Le moindre choc, du reste, briserait ces bonshommes en porcelaine et ferait découvrir... la chandelle qu'ils contiennent. Et dire que M. Van Schendel (il y a des noms prédestinés ! ) transporte ce genre de poteries pyrotechniques dans la grande peinture ! »
Il meurt le 28 décembre 1870 à son domicile bruxellois, situé près de la porte de Schaerbeek.

## Galerie

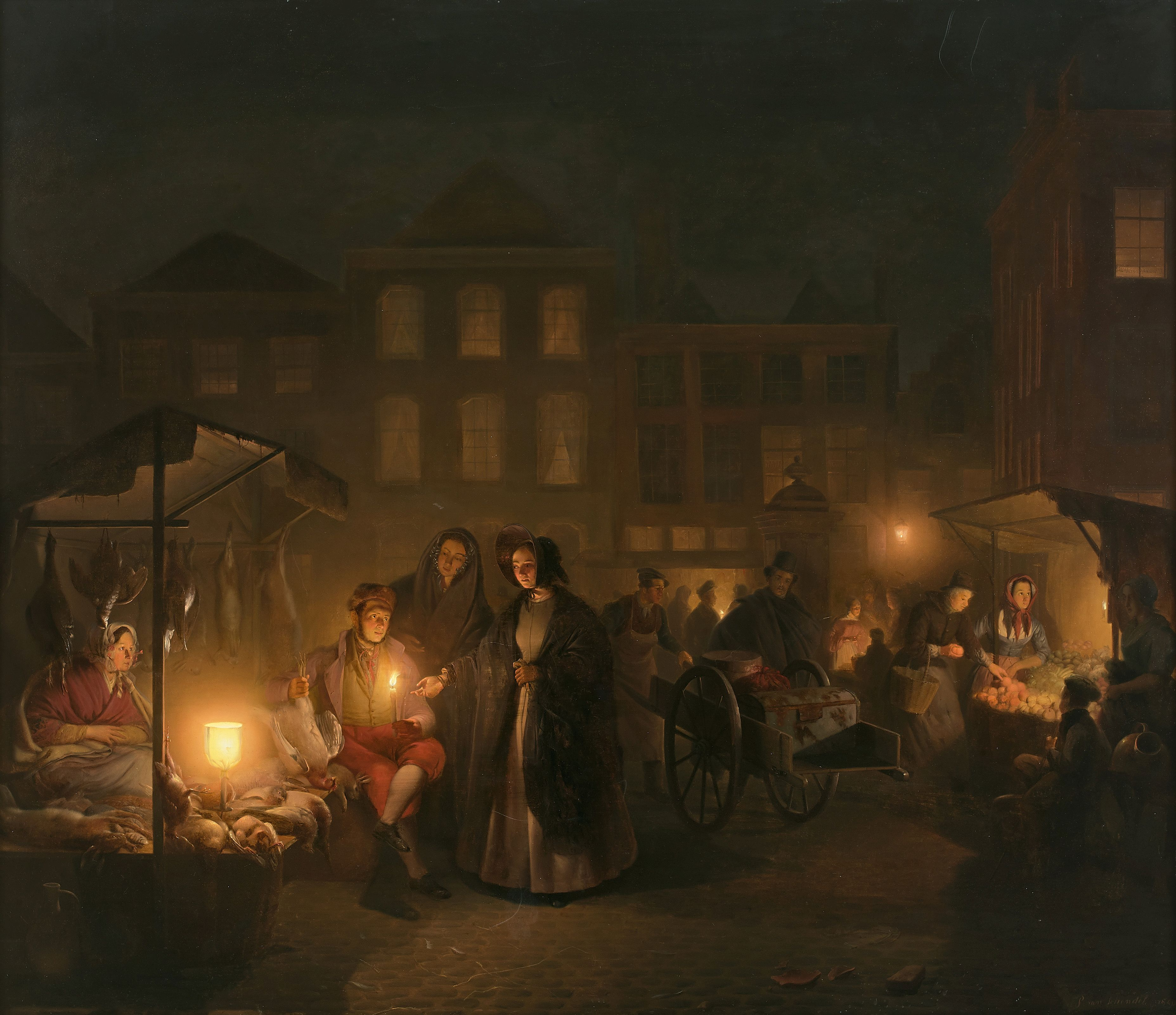
Marché de nuit (1840)
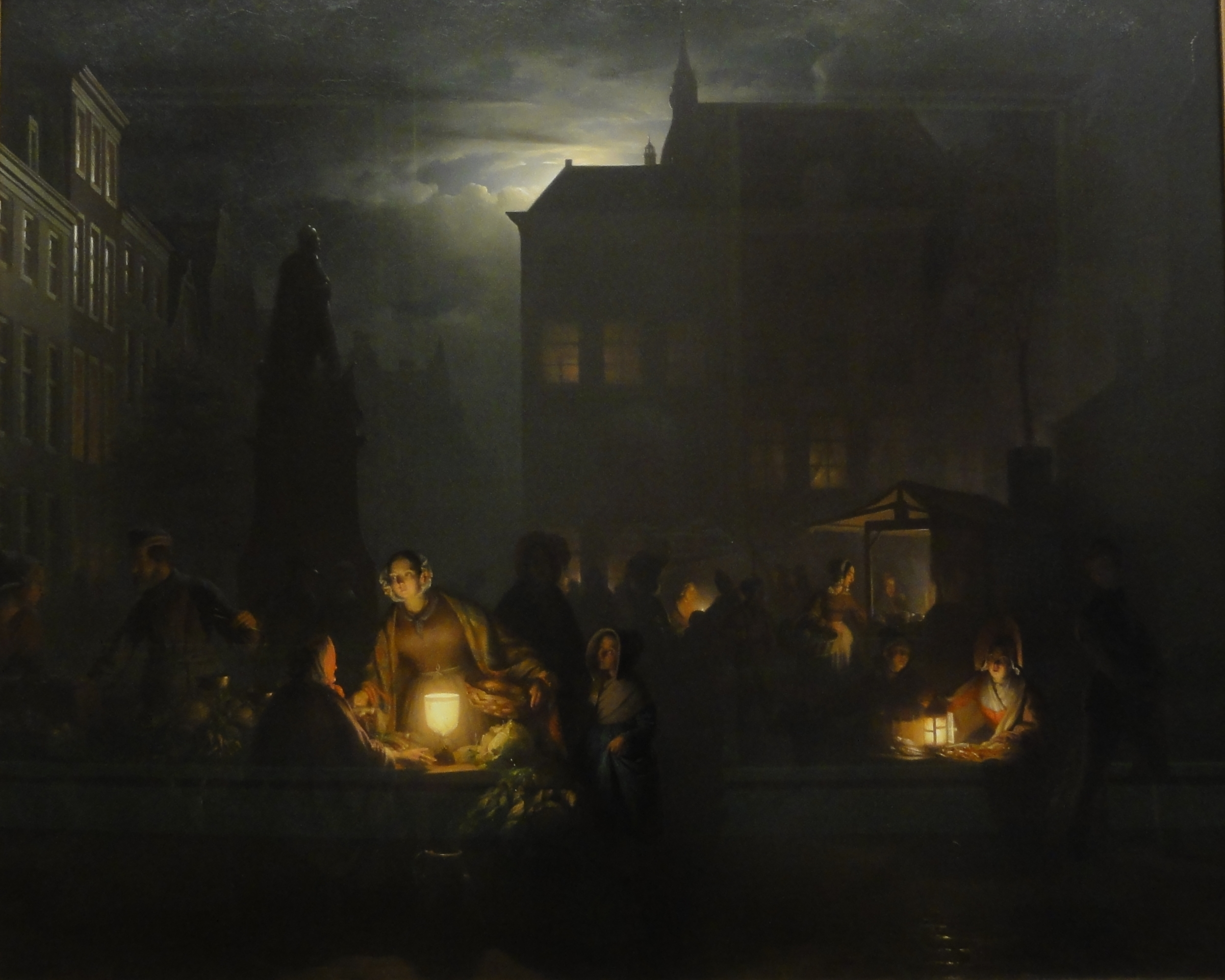
Marché de nuit à Anvers (1843)
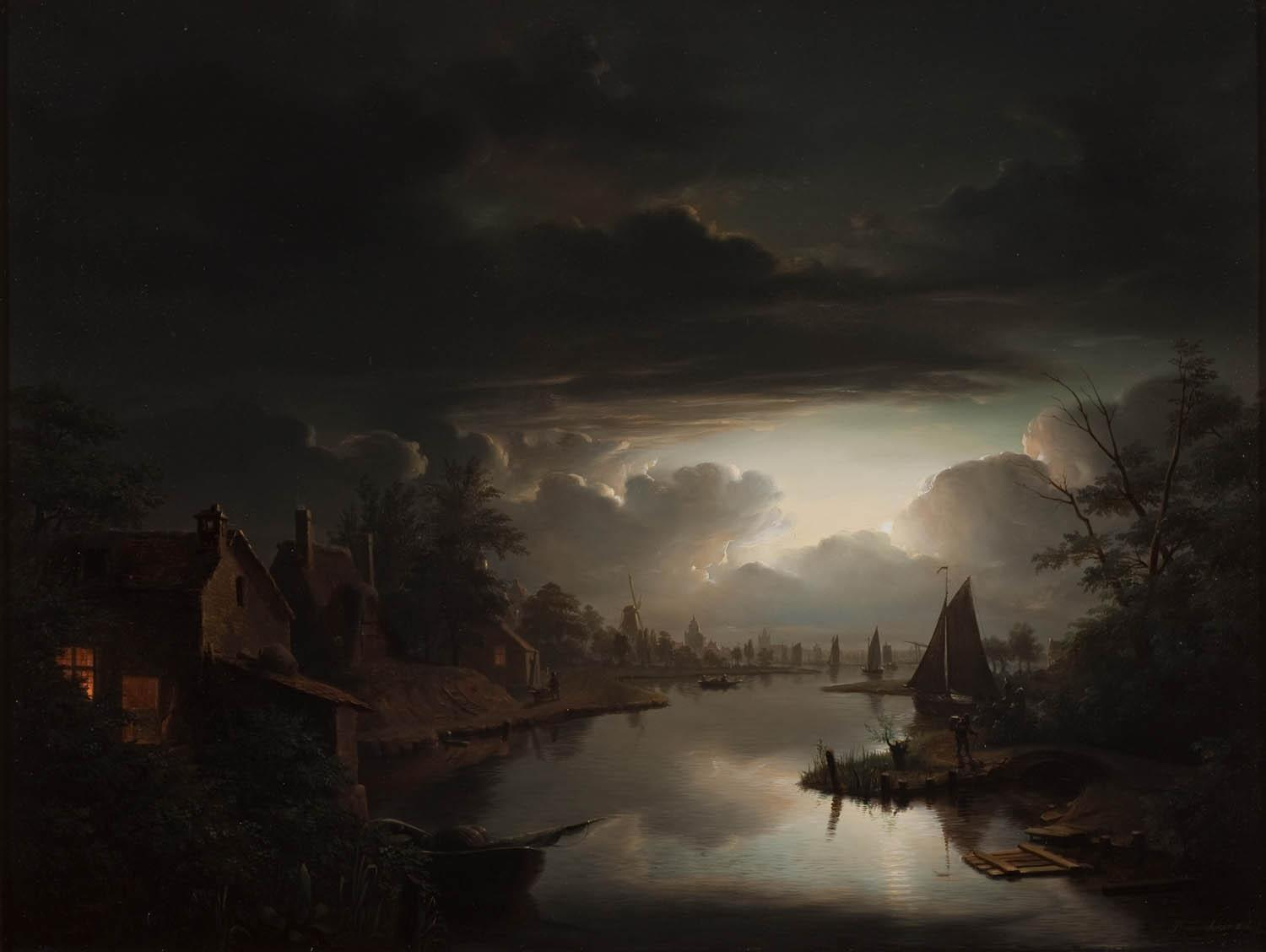
Paysage fluvial au clair de lune argenté (1843)
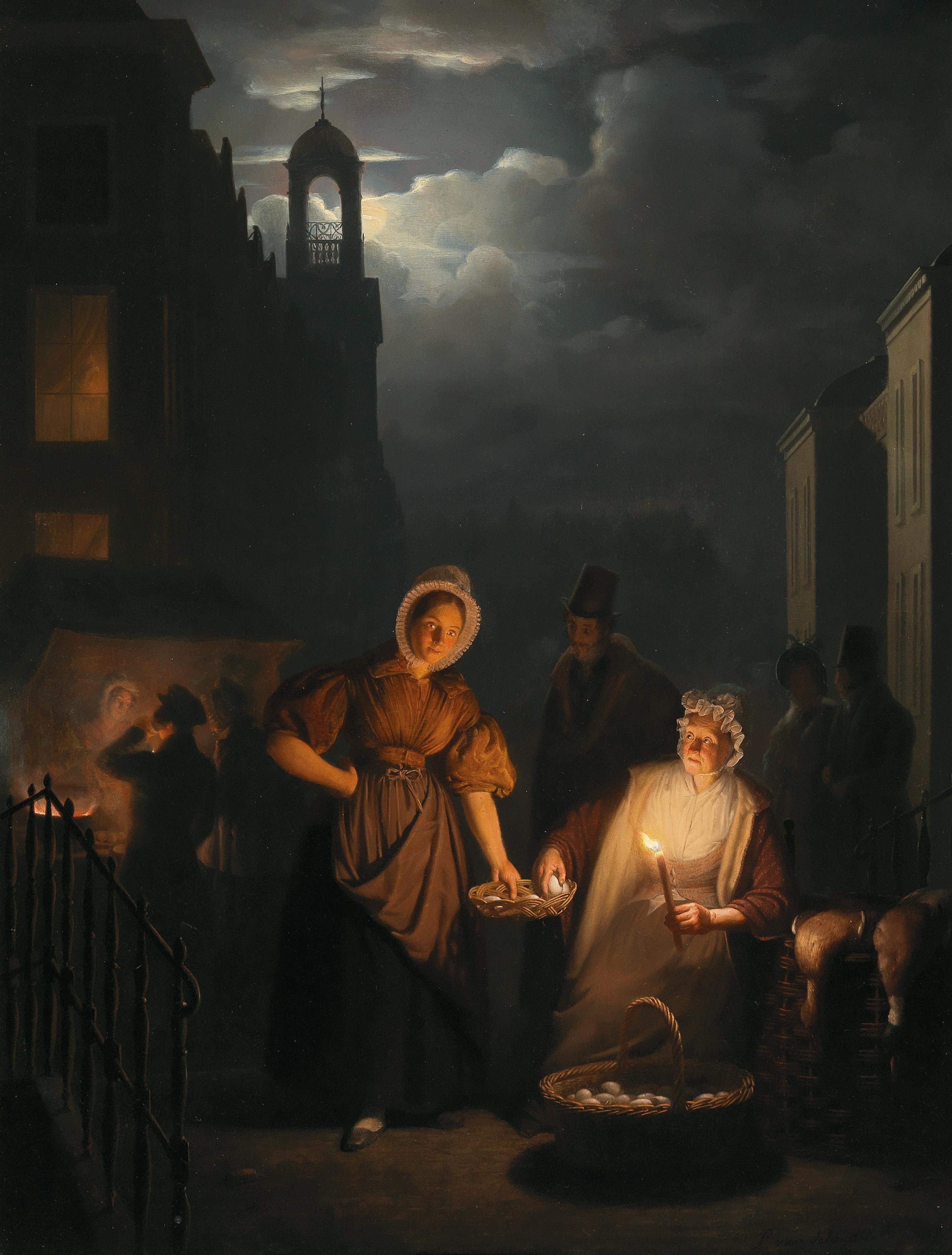
Marché de nuit à Rotterdam (s.d.)
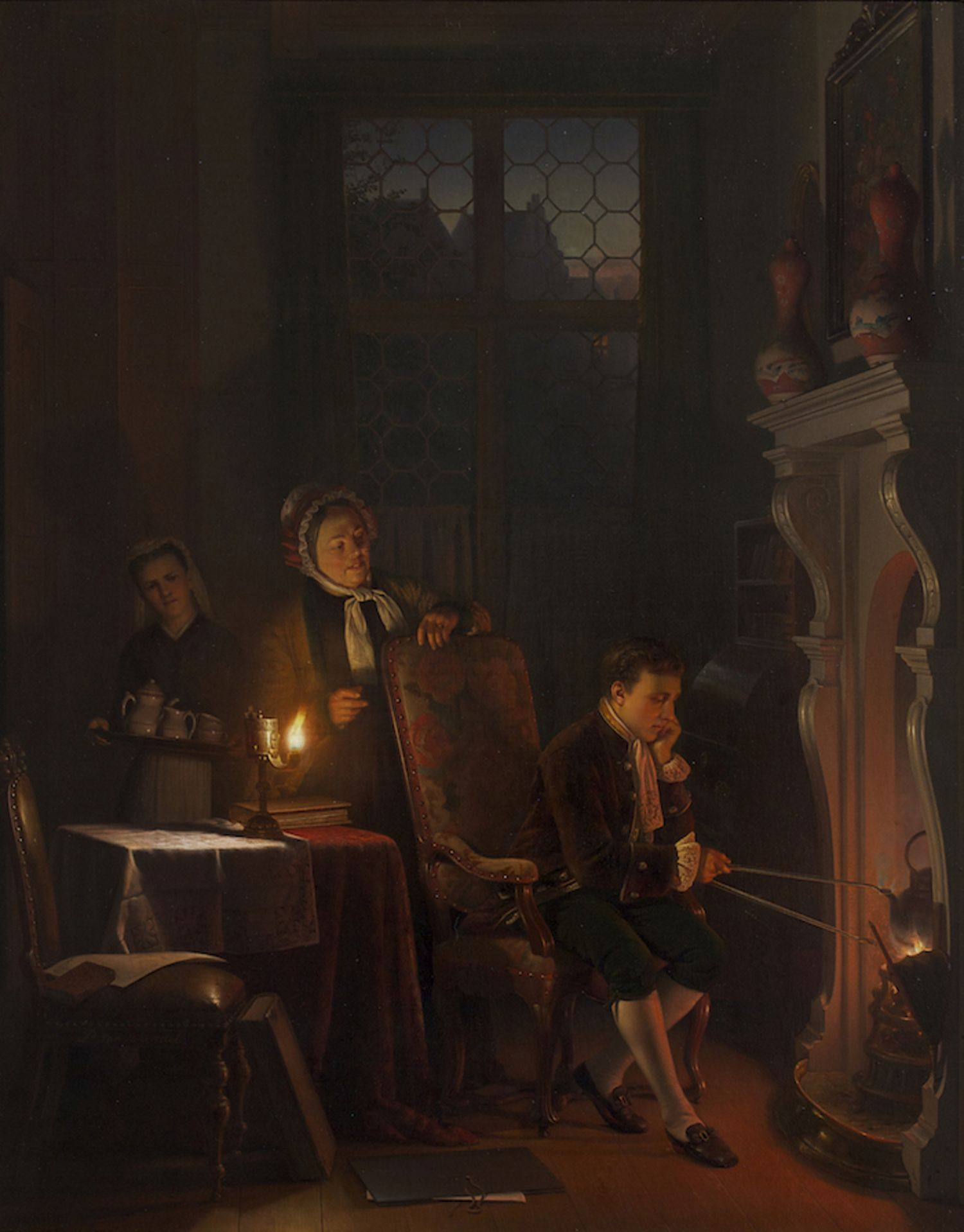
James Watt et sa famille (1869)

## Honneur
Chevalier de l'ordre de Léopold (Belgique, 9 novembre 1869).